# لوخ لوموند (فرجينيا)
لوخ لوموند (بالإنجليزية: Loch Lomond CDP, Virginia)‏ هي منطقة سكنية تقع بولاية فرجينيا في الولايات المتحدة. تبلغ مساحتها 1.9 كم2، وترتفع عن سطح البحر 58 م، بلغ عدد سكانها 3,701 نسمة في عام 2010 حسب إحصاء مكتب تعداد الولايات المتحدة وتصل الكثافة السكانية فيها 1,947.9 نسمة لكل كيلومتر مربع (5,045.0/ميل2).

## التركيبة السكانية
حدّد مكتب تعداد الولايات المتحدة بيانات التركيبة السكانية للوخ لوموند في تعداد الولايات المتحدة. في ما يلي، التركيبة السكانية حسب تعدادي 2000 و2010.

### تعداد عام 2000
بلغ عدد سكان لوخ لوموند 3,411 نسمة بحسب تعداد عام 2000، وبلغ عدد الأسر 1,048 أسرة وعدد العائلات 866 عائلة مقيمة في المنطقة السكنية. في حين سجلت الكثافة السكانية 1,795.3 نسمة لكل كيلومتر مربع (4,649.8/ميل2). وبلغ عدد الوحدات السكنية 1,063 وحدة بمتوسط كثافة قدره 559.5 لكل كيلومتر مربع (1,449.1/ميل2).
وتوزع التركيب العرقي للمنطقة السكنية بنسبة 79.39% من البيض و7.01% من الأمريكيين الأفارقة و0.26% من الأمريكيين الأصليين و2.11% من الأمريكيين ذوي الأصول الآسيوية و0.06% من سكان جزر المحيط الهادئ و8.88% من الأعراق الأخرى و2.29% من عرقين مختلطين أو أكثر و14.10% من الهسبانيون أو اللاتينيون من أي عرق.
بلغ عدد الأسر 1,048 أسرة كانت نسبة 46.3% منها لديها أطفال تحت سن الثامنة عشر تعيش معهم، وبلغت نسبة الأزواج القاطنين مع بعضهم البعض 69.6% من أصل المجموع الكلي للأسر، ونسبة 8.2% من الأسر كان لديها معيلات من الإناث دون وجود شريك،  بينما كانت نسبة 4.9% من الأسر لديها معيلون من الذكور دون وجود شريكة وكانت نسبة 17.4% من غير العائلات. تألفت نسبة 13.1% من أصل جميع الأسر من عدة أفراد يعيشون في نفس المنزل ونسبة 3.9% كانت تتألف من شخص يعيش بمفرده يبلغ من العمر 65 عاماً أو أكثر. وبلغ متوسط حجم الأسرة المعيشية 3.25، أما متوسط حجم العائلات فبلغ 3.51.
بلغ العمر الوسطي للسكان 34.6 عاماً. وكانت نسبة 29.3% من القاطنين تحت سن الثامنة عشر، وكانت نسبة 7.6% بين الثامنة عشر والرابعة والعشرين عاماً، ونسبة 31.5% كانت واقعةً في الفئة العمرية ما بين الخامسة والعشرين والرابعة والأربعين عاماً، ونسبة 23.9% كانت ما بين الخامسة والأربعين والرابعة والستين، ونسبة 7.6% كانت ضمن فئة الخامسة والستين عاماً فما فوق. يوجد لكل 100 أنثى 106.9 ذكر، ويوجد لكل 100 أنثى في الثامنة عشر من عمرها فما فوق 104.1 ذكر.
بلغ متوسط دخل الأسرة في المنطقة السكنية 69,674 دولارًا، أما متوسط دخل العائلة فبلغ 70,970 دولارًا. وكان متوسط دخل الذكور 40,177 دولارًا مقابل 34,402 دولارًا للإناث. وسجل دخل الفرد الخاص بالمنطقة السكنية 21,604 دولارًا. وكانت نسبة 6.2% من العائلات ونسبة 7.3% من السكان تحت خط الفقر، وكان من هؤلاء نسبة 11.9% تحت سن الثامنة عشر ونسبة 0% في الخامسة والستين من العمر وما فوق.

### تعداد عام 2010
بلغ عدد سكان لوخ لوموند 3,701 نسمة بحسب تعداد عام 2010، وبلغ عدد الأسر 1,050 أسرة وعدد العائلات 817 عائلة مقيمة في المنطقة السكنية. في حين سجلت الكثافة السكانية 1,947.9 نسمة لكل كيلومتر مربع (5,045.0/ميل2). وبلغ عدد الوحدات السكنية 1,081 وحدة بمتوسط كثافة قدره 568.9 لكل كيلومتر مربع (1,473.4/ميل2).
وتوزع التركيب العرقي للمنطقة السكنية بنسبة 65.85% من البيض و5.59% من الأمريكيين الأفارقة و0.84% من الأمريكيين الأصليين و2.70% من الأمريكيين ذوي الأصول الآسيوية و0.16% من سكان جزر المحيط الهادئ و19.99% من الأعراق الأخرى و4.86% من عرقين مختلطين أو أكثر و41.56% من الهسبانيون أو اللاتينيون من أي عرق.
بلغ عدد الأسر 1,050 أسرة كانت نسبة 42.3% منها لديها أطفال تحت سن الثامنة عشر تعيش معهم، وبلغت نسبة الأزواج القاطنين مع بعضهم البعض 58.9% من أصل المجموع الكلي للأسر، ونسبة 10.8% من الأسر كان لديها معيلات من الإناث دون وجود شريك،  بينما كانت نسبة 8.2% من الأسر لديها معيلون من الذكور دون وجود شريكة وكانت نسبة 22.2% من غير العائلات. تألفت نسبة 15% من أصل جميع الأسر من عدة أفراد يعيشون في نفس المنزل ونسبة 7% كانت تتألف من شخص يعيش بمفرده يبلغ من العمر 65 عاماً أو أكثر. وبلغ متوسط حجم الأسرة المعيشية 3.52، أما متوسط حجم العائلات فبلغ 3.75.
بلغ العمر الوسطي للسكان 33.2 عاماً. وكانت نسبة 25.8% من القاطنين تحت سن الثامنة عشر، وكانت نسبة 10% بين الثامنة عشر والرابعة والعشرين عاماً، ونسبة 30.5% كانت واقعةً في الفئة العمرية ما بين الخامسة والعشرين والرابعة والأربعين عاماً، ونسبة 24% كانت ما بين الخامسة والأربعين والرابعة والستين، ونسبة 9.7% كانت ضمن فئة الخامسة والستين عاماً فما فوق. وتوزع التركيب الجنسي للسكان بنسبة 53.8% ذكور و46.2% إناث.